# Équipe cycliste Rietumu Banka-Riga
L'équipe cycliste Rietumu-Delfin est une équipe cycliste lettonne ayant le statut d'équipe continentale. Créée en 2005, elle disparaît à l'issue de la saison 2017.

## Principales victoires

### Courses UCI
- Tour de Toscane espoirs : Sergey Firsanov (2005)
- Mayor Cup : Normunds Lasis (2006)
- Mémorial Oleg Dyachenko : Sergey Firsanov (2007)
- Puchar Ministra Obrony Narodowej : Tarmo Raudsepp (2007)
- Tallinn-Tartu GP : Mart Ojavee (2008)
- SEB Tartu GP : Aleksejs Saramotins (2008)
- Scandinavian Open Road Race : Aleksejs Saramotins (2008)
- Way to Pekin : Sergey Firsanov (2008)
- Grand Prix Oued Eddahab : Andris Smirnovs (2012)
- Course de la Paix espoirs : Toms Skujiņš (2013)
- Tour de Borneo : Peeter Pruus (2015)
- Baltic Chain Tour : Māris Bogdanovičs (2016)

### Championnats nationaux
- Championnats de Lettonie sur route : 4
  - Course en ligne : 2014 (Andris Vosekalns)
  - Course en ligne espoirs : 2015 (Krists Neilands)
  - Contre-la-montre espoirs : 2014 et 2015 (Krists Neilands)

## Classements UCI

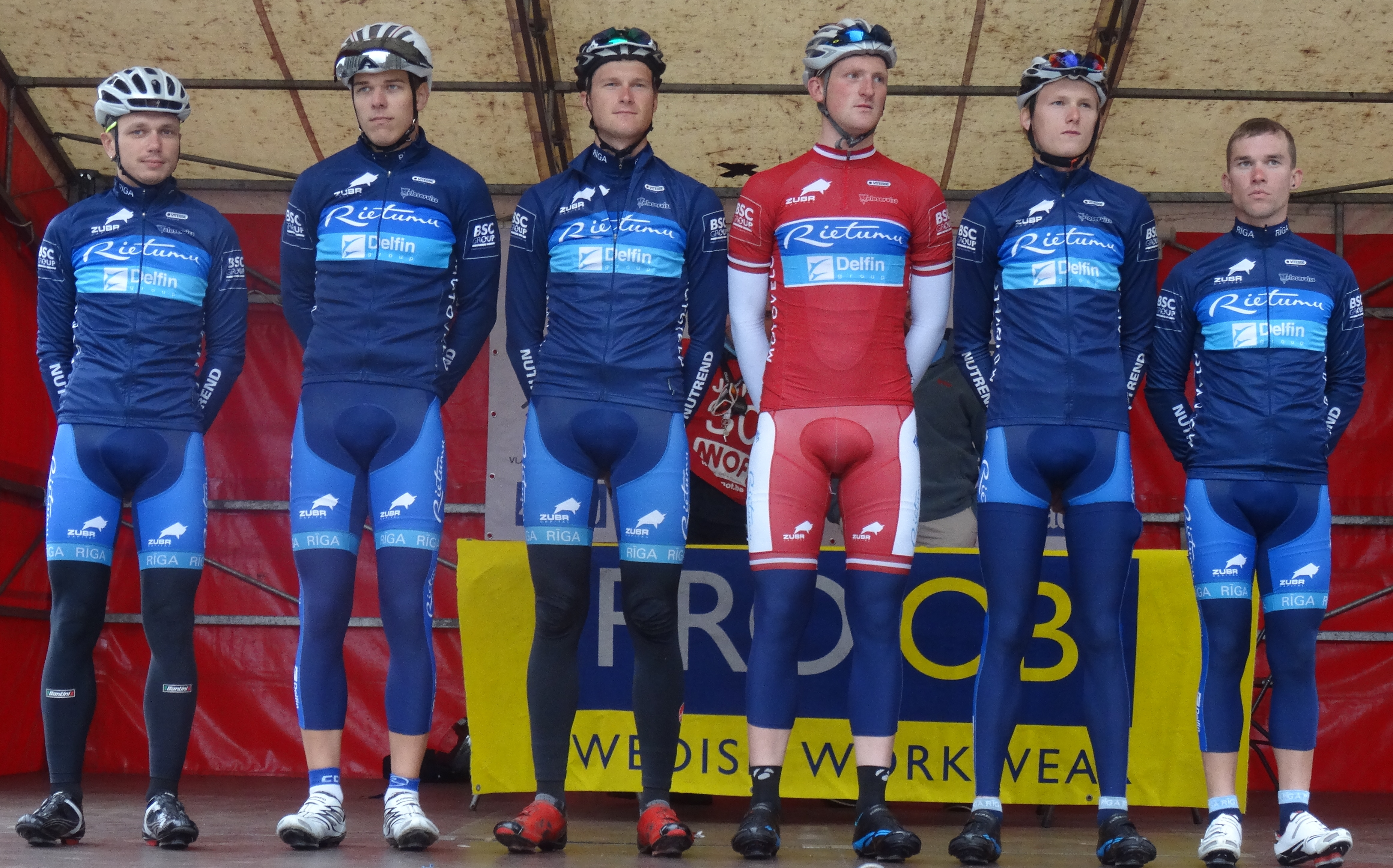
L'équipe en 2014

L'équipe participe aux circuits continentaux et principalement à des épreuves de l'UCI Europe Tour. Les tableaux ci-dessous présentent les classements de l'équipe sur les différents circuits, ainsi que son meilleur coureur au classement individuel.
UCI Africa Tour
| Saison | Classement par équipes | Meilleur coureur au classement individuel |
| ------ | ---------------------- | ----------------------------------------- |
| 2012   | 6e                     | Andris Smirnovs (22e)                     |
| 2013   | 16e                    | Toms Skujiņš (141e)                       |

UCI Asia Tour
| Saison | Classement par équipes | Meilleur coureur au classement individuel |
| ------ | ---------------------- | ----------------------------------------- |
| 2008   | 16e                    | Sergey Firsanov (23e)                     |
| 2013   | 58e                    | Andris Smirnovs (181e)                    |
| 2014   | 68e                    | Andris Smirnovs (198e)                    |
| 2015   | 20e                    | Peeter Pruus (54e)                        |
| 2016   | 45e                    | Ēriks Toms Gavars (246e)                  |
| 2017   | 37e                    | Peeter Pruus (140e)                       |

UCI Europe Tour
| Saison | Classement par équipes | Meilleur coureur au classement individuel |
| ------ | ---------------------- | ----------------------------------------- |
| 2005   | 48e                    | Normunds Lasis (169e)                     |
| 2006   | 23e                    | Aleksejs Saramotins (51e)                 |
| 2007   | 23e                    | Aleksejs Saramotins (30e)                 |
| 2008   | 20e                    | Aleksejs Saramotins (14e)                 |
| 2012   | 73e                    | Emīls Liepiņš (282e)                      |
| 2013   | 46e                    | Toms Skujiņš (36e)                        |
| 2014   | 49e                    | Andris Smirnovs (177e)                    |
| 2015   | 71e                    | Krists Neilands (240e)                    |
| 2016   | 63e                    | Māris Bogdanovičs (305e)                  |
| 2017   | 41e                    | Māris Bogdanovičs (290e)                  |

## Rietumu Banka-Riga en 2017[7]

### Effectif
| Effectif 2017                       | Effectif 2017     | Effectif 2017 | Effectif 2017                          |
| Cycliste                            | Date de naissance | Pays          | Équipe précédente                      |
| ----------------------------------- | ----------------- | ------------- | -------------------------------------- |
| Uldis Ālītis                        | 25 septembre 1983 | Lettonie      |                                        |
| Armands Bēcis                       | 16 janvier 1991   | Lettonie      |                                        |
| Artūrs Belēvičs                     | 3 février 1996    | Lettonie      |                                        |
| Māris Bogdanovičs                   | 19 novembre 1991  | Lettonie      | Alpha Baltic-Maratoni.lv (2015)        |
| Ēriks Toms Gavars (29 mars–31 déc.) | 20 avril 1997     | Lettonie      |                                        |
| Mārcis Kalniņš (29 mars–31 déc.)    | 5 mai 1998        | Lettonie      |                                        |
| Deins Kaņepējs                      | 5 octobre 1995    | Lettonie      | Alpha Baltic-Unitymarathons.com (2014) |
| Emīls Liepiņš (1 janv.–31 juill.)   | 29 octobre 1992   | Lettonie      | Alpha Baltic-Unitymarathons.com (2013) |
| Viesturs Lukševics (1 mars–31 déc.) | 16 avril 1987     | Lettonie      | Alpha Baltic-Maratoni.lv (2016)        |
| Peeter Pruus                        | 16 juillet 1989   | Estonie       |                                        |
| Klāvs Rubenis (29 mars–31 déc.)     | 18 janvier 1997   | Lettonie      |                                        |
| Dimitriy Sorokin                    | 6 juin 1982       | Russie        |                                        |
| Tomas Vaitkus (29 mars–31 déc.)     | 4 février 1982    | Lituanie      | Al Nasr-Dubai (2016)                   |
| Andris Vosekalns                    | 26 juin 1992      | Lettonie      | Alpha Baltic-Unitymarathons.com (2011) |
|                                     |                   |               |                                        |
| Source : UCI                        |                   |               |                                        |

note: Uldis Ālītis

### Victoires
| Date | Course | Pays | Classe | Vainqueur |
| ---- | ------ | ---- | ------ | --------- |